# Maracanã
Maracanã este un oraș în Pará (PA), Brazilia.